# Gyretes sinuatus
Gyretes sinuatus là một loài bọ cánh cứng trong họ van Gyrinidae. Loài này được LeConte miêu tả khoa học năm 1852.